# Lucaina marginata
Lucaina marginata es una especie de escarabajos descritos por primera vez por Henry Stephen Gorham en 1883. Lucaina marginata pertenece al género Lucaina, y a la familia de los lícidos.
Se encuentra distribuido en América del Norte, descritos principalmente en Arizona and Texas, USA and Sonora, Mexico.